# Damien Bracevich
Louis Michel Damien Bracevich, né à Raguse (Dalmatie) et mort à Alger le 19 juillet 1830, est un interprète militaire français.
Chancelier du consul général à Alexandrie en 1798, il fut attaché à l'intendant général Poussièlgue puis interprète en chef de Kléber.
En juillet 1799, Bonaparte donna l'ordre de l'arrêter.
Il fut naturalisé français le 25 janvier 1822.